# زيلبيتس
زبيتس (اوبرفرانكن) (بالألمانية: Selbitz) هي بلدة ألمانية تقع في ألمانيا في منطقة هوف.